# 미르코 찬니
미르코 찬니(이탈리아어: Mirko Zanni, 1997년 10월 16일~)는 이탈리아의 역도 선수이다. 2020년 하계 올림픽 남자 페더급 종목에서 동메달을 획득했다.